# رود بيليسكي
كان رودريك ليون بيليسكي نيشان الاستحقاق لنيوزيلندا (3 أغسطس 1931 - 15 نوفمبر 2016) عالمًا في فسيولوجيا النبات النيوزيلندي بصفته عالم نبات وبستنة، ركز بحثه على فهم العوامل التي تؤثر على سلوك النباتات وخاصةً المحاصيل البستانية، كان لعمله أهمية عملية للمزارعين والبساتين في بناء فهمهم لهذه العوامل وأخذها في الاعتبار أثناء كسب العيش من زراعة النباتات وحصادها، حصل على العديد من الأوسمة والجوائز وبلغت ذروتها بتعيينه عضوًا في نيشان الاستحقاق لنيوزيلندا في عام 2010.
ولد بيليسكي في أوكلاند في 3 أغسطس 1931  وحضر مدرسة أوراكي الابتدائية وقواعد أوكلاند قبل الالتحاق بكلية جامعة أوكلاند في عام 1950. تخرج بدرجة البكالوريوس في الكيمياء وعلم النبات عام 1952 والماجستير مع مرتبة الشرف الأولى في عام 1955. في عام 1956 أكمل الكيمياء الحيوية III في جامعة سيدني أثناء حصوله على درجة الدكتوراه في عملية نقل السكر في قصب السكر التي أكملها في عام 1958.
بدأ بيليسكي العمل كباحث في قسم البحوث العلمية والصناعية النيوزيلندية في عام 1958 وتقاعد في عام 1996، و كان مديرًا لقسم البستنة والمعالجة في قسم البحوث العلمية والصناعية من عام 1980 إلى عام 1988.
وُصِف بيليسكي بأنه "عالم نبات وبستنة استخدم أدوات الكيمياء والكيمياء الحيوية وعلم وظائف الأعضاء النباتية لتطوير فهم سلوك النباتات بشكل عام والمحاصيل البستانية بشكل خاص الذي ركز عمله على تغذية النباتات، ثم تخصيص وإعادة توزيع كل من العناصرالغذائية المعدنية والكربوهيدراتية والاستجابات للإجهاد والشيخوخة." 

### امتصاص وحركة العناصر الغذائية في النباتات
بحث بيليسكي في امتصاص النباتات للسكريات ورأى أنها مهمة في فسيولوجيا البستنة لأنها تتعلق بحركة الكربوهيدرات داخل النباتات وتراكمها في الفاكهة. قد شارك في الأبحاث التي اكتشفت الاختلافات بين السوربيتول والسكروز في كيفية نقل الكربوهيدرات في أوراق نباتات المشمش الصغيرة  ونباتات التفاح السليمة. أصبحت أهمية هذه الدراسة في سلوك الإزفاء فيما بعد محط اهتمام بيليسكي في دراساته حول فسيولوجيا اللحاء. بحث في عام 1996 في كيفية تراكم الفوسفات والكبريتات والسكروز في أنسجة اللحاء وخلص إلى أن الفوسفات يتراكم بشكل أساسي في شكل غير عضوي ولعب التباين في معدلات امتصاص المعادن المختلفة دورًا مهمًا في عملية النقل.
نشر بيليسكي في عام 2019 مقالًا سلط الضوء على أهمية فهم كيفية التعامل مع عمليات نقل اللحاء لتحقيق عوائد جيدة في البستنة وأشار إلى أن فحص سلوك النباتات يوفر نظرة ثاقبة للشيخوخة وموت الخلايا.

#### ردود الفعل على الإجهاد
كيف استجابت النباتات للإجهاد الناجم عن نقص المغذيات أو الماء كان محور بحث بيليسكي. تبين أن البرسيم الأبيض قد استجاب بشكل جيد لنقص المياه بسبب زيادة مستويات السيكليتول بينيتول باعتباره مادة حماية تناضحية توفر مستويات عالية من الكربوهيدرات القابلة للاستخدام. خلصت الدراسة إلى أن المزيد من الأبحاث يمكن أن تثبت بشكل أكبر المساهمة "[التي] توفرها الوفرة النسبية الأكبر لأوراق البينيتول في بقاء موائل الأراضي الجافة."

##### شيخوخة النبات
بحث بيليسكي أيضًا في التغيرات الفسيولوجية التي تطرأ على النباتات أثناء الشيخوخة، نظرت إحدى الدراسات التي اكتملت في عام 1991 في التغيرات التي تحدث أثناء الشيخوخة في زهرة زنبق النهار سريعة الزوال وخلص البحث إلى أن الشيخوخة في هذه الزهور يمكن أن تكون مرتبطة أكثر بفقدان وظيفة الغشاء بدلاً من التحكم فيها بواسطة الإيثيلين. كان الاستنتاج الآخر هو أن دراسة شيخوخة الزهور تقدم نموذجًا يشترك كثيرًا مع نضج الثمار لأن العملية غالبًا ما تحدث بسرعة وفي مراحل ذروة محددة جيدًا تحدث بشكل طبيعي ولا تتأثر كثيرًا بسلوك التعتيق الناتج عن تخزين مواد النفايات أو التعرض للطقس.

## ذات صلة
أصبح بيليسكي عضوًا مؤسسًا لجمعية أصدقاء حدائق أوكلاند النباتية في عام 1983 وانضم إلى اللجنة التنفيذية في عام 1997 وكان رئيسًا من عام 1999 إلى عام 2001. كان محررًا للنشرة الإخبارية للمجموعة في حديقة أوكلاند من عام 1999 إلى عام 2016. أوضح بيليسكي أن لقد شارك في تأسيس المجموعة قبل عام 1977، "[كما رأى] ... للحفاظ على الجانب 'العلمي' للحدائق النباتية الحقيقية من الانغماس في تطوير 'حديقة جميلة' عامة.". أشارت صحيفة أوكلاند جاردنر في عام 2019  إلى أنه تم تركيب مقعد جديد في حديقة كاميليا وتخصيصه لذكرى بيليسكي، تم الاعتراف بتفانيه وعمله في المنظمة وتحدث أفراد عائلته عن التزامه بالحديقة.
في دوره كرئيس للمجلس الاستشاري التحريري للمجلة الجديدة لعلوم المحاصيل والبستنة، لفت بيليسكي الانتباه في عام 1991 إلى عدم اليقين بشأن مستقبل النشر العلمي في نيوزيلندا، متسائلًا عما إذا كان العلماء يقضون الكثير من الوقت "في كتابة المواد التي هو أمر هامشي للغرض الرئيسي للعلم...[وهو]...إجراء الأبحاث وتوصيل النتائج."  وقد قدم عرضًا حول هذا الموضوع في ورشة عمل عقدتها الجمعية الملكية لنيوزيلندا في 19 نوفمبر 1991 وشدد على أنه من المهم أن تكون المجلات العلمية واضحة بشأن مجالات تخصصها وتجذب المساهمات الجيدة، "[لأن] نشر العلوم جزء لا يتجزأ تمامًا من البحث العلمي وجزء من العملية الفكرية للعلوم - تحويل البيانات إلى معرفة " 
من عام 1992 إلى عام 1995 كان بيليسكي رئيسًا للجمعية النيوزيلندية لعلوم البستنة.
كان بيليسكي عضوًا في مجلس المعهد مسؤولاً عن توجيه إدارة متحف أوكلاند من عام 1990 إلى عام 1996، ثم في مجلس إدارة المتحف الجديد من عام 1996 إلى عام 1999.
في عام 1985 كان أحد الأمناء المؤسسين لصندوق الكاميليا النيوزيلندية و"من عام 1996 حتى قبل وقت قصير من وفاته، كان مسجلًا لجمعية الكاميليا وكان مسؤولاً عن تسجيل أصناف الكاميليا الجديدة التي يتم تربيتها في نيوزيلندا." مساهم منتظم في نشرة الكاميليا النيوزيلندية ومجلة الكاميليا الدولية.

## الجوائز والتكريم
تم انتخابه زميلًا للجمعية الملكية النيوزيلندية في عام 1973، فاز بميدالية هيكتور للجمعية في عام 1984.
كان بيليسكي زميلًا فخريًا في المعهد النيوزلندي لعلوم الزراعة والبستنة وقد تم منحه تكريم "الأعضاء المتميزين الذين قدموا مساهمات بارزة في العلوم الزراعية أو البستانية، بالإضافة إلى ذلك فقد قدموا خدمة بارزة للمعهد".
حصل على درجة الدكتوراه في العلوم عن طريق الأطروحة من جامعة سيدني في عام 1990 وتم تعيينه عضوًا في وسام الاستحقاق النيوزيلندي لخدماته في علوم البستنة في مرتبة الشرف للعام الجديد 2010.
توفي بيليسكي في تاكابونا في 15 نوفمبر 2016.

## المنشورات
- آليات تنظيم نمو النبات (1974): سلسلة من الأوراق المقدمة في الندوة الدولية لفسيولوجيا النبات التي عقدت في جامعة ماسي، 13-18 أغسطس 1973، شارك في تحريرها بيليسكي في كتاب منشور في سلسلة النشرات في الجمعية الملكية للنباتات. نيوزيلندا.[24]
- الفيجوا: الأصول والزراعة والاستخدامات (2002): شارك بيليسكي في تأليف هذا الكتاب وهو دليل لمزارعي الفيجوا.[25]
- دراسات تجريبية على العوامل المؤثرة على نمو وتوزيع نبات اغاتس (اغاتس استراليا ساليسب) في جامعة أوكلاند أطروحة الماجستير 1955.
- طعم نيوزيلندا: صناعة الأغذية والبحوث (1984): آر إل بيليسكي في نيوزيلندا، قسم البحوث العلمية والصناعية